# Mårdsjön (Lohärads socken, Uppland)
Mårdsjön är en sjö i Norrtälje kommun i Uppland och ingår i Broströmmens huvudavrinningsområde. Mårdsjön ligger i Mårdsjöns naturreservat och i Mårdsjön Natura 2000-område.